# Туз
Језеро Туз (тур. Tuz Gölü, што значи „слано језеро”) је друго највеће језеро Турске са 1.665 km². Налази се у Централној Анадолији. Налази се 105 км североисточно од Коније, 150 км јужно од Анкаре и 57 км северозападно од Аксараја.

## Галерија слика
- Језеро Туз
- Језеро Туз
- Језеро Туз